# Alter Jüdischer Friedhof (Miltenberg)

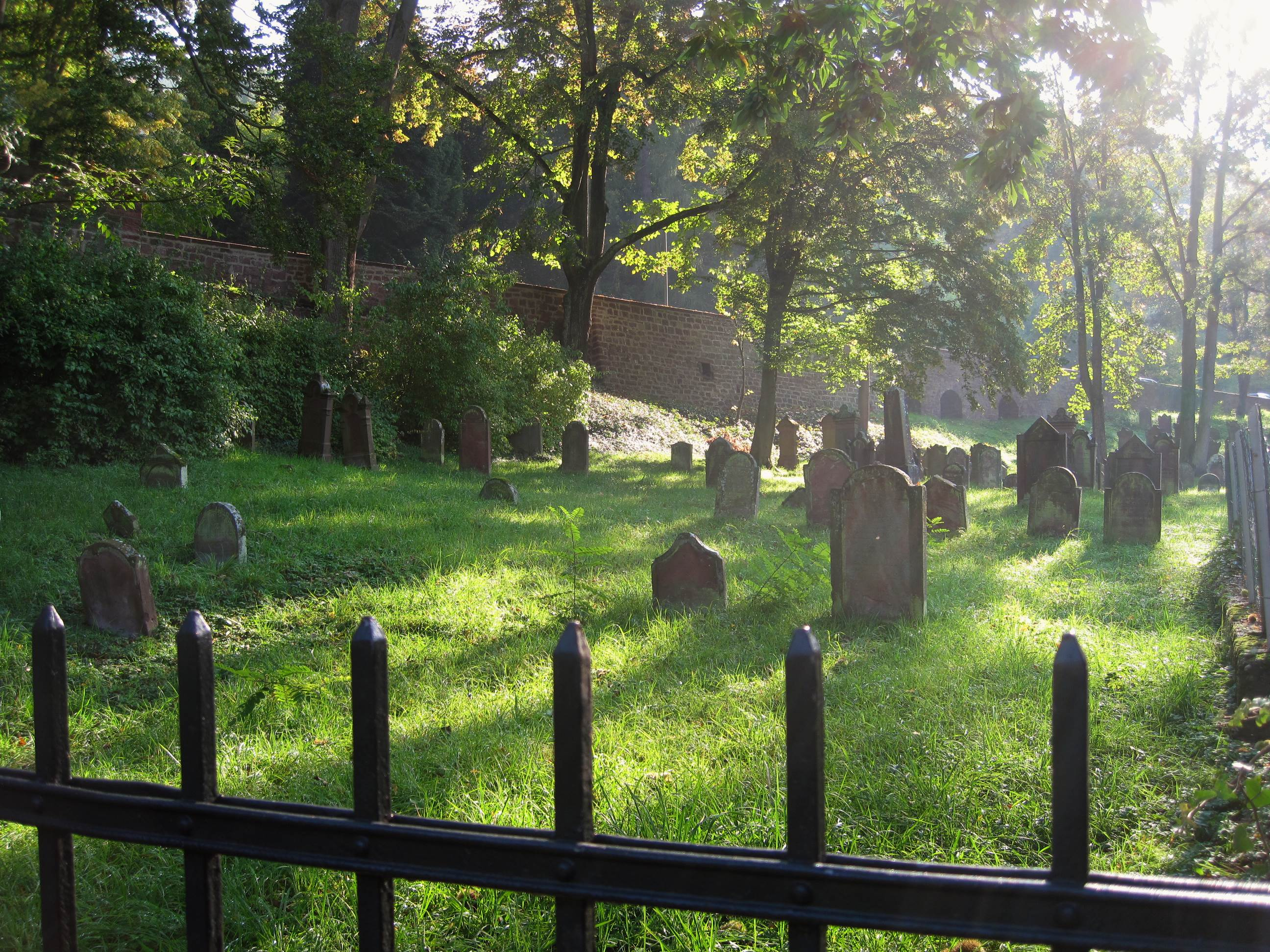
Alter Jüdischer Friedhof in Miltenberg

Der Alte Jüdische Friedhof Miltenberg ist einer von zwei jüdischen Friedhöfen im unterfränkischen Miltenberg, der Kreisstadt des gleichnamigen Landkreises im Regierungsbezirk Unterfranken. Der Friedhof ist 17,2 Ar groß und befindet sich an der südöstlichen Stadtmauer des Ortes.
Der andere jüdische Friedhof in Miltenberg ist der Neue Jüdische Friedhof am Klausrain.

## Geschichte

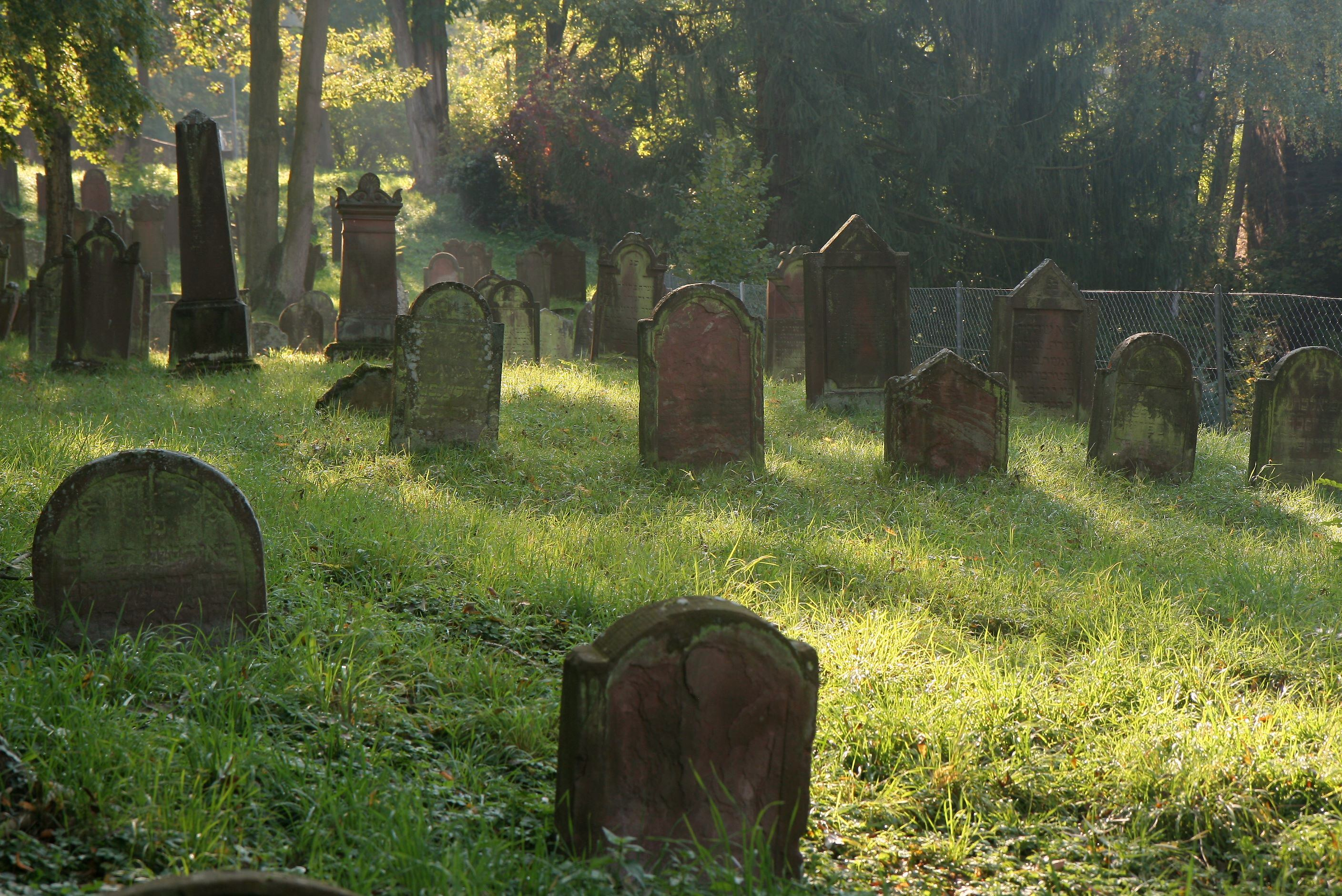
Grabsteine

Es existieren historische Nachweise, dass es bereits 1336 einen mittelalterlichen jüdischen Friedhof in Miltenberg gab, es ist aber nicht bekannt, wo er sich befand.
Möglicherweise wurden auf dem Alten Friedhof bereits im 15. Jahrhundert Bestattungen durchgeführt. Eine Nutzung des Friedhofs im 16. oder 17. Jahrhundert lässt der Bericht des Lehrers der Judenschule aus dem Jahr 1927 vermuten. Laut dessen Notiz datiert der älteste Grabstein, der zu dieser Zeit noch lesbar war, aus 1812.
Als der Friedhof gegen Ende des 19. Jahrhunderts vollständig belegt war, entstand der Neue Jüdische Friedhof von Miltenberg im heutigen Naturpark Bergstraße Odenwald.